# Бурнашеті
Бурнашеті (груз. ბურნაშეთი) — село в Грузії.
За даними перепису населення 2014 року в селі проживає 488 осіб.